# Atarba (Atarbodes) bilobula
Atarba (Atarbodes) bilobula is een tweevleugelige uit de familie steltmuggen (Limoniidae). De soort komt voor in het Oriëntaals gebied.